# پانگ یونگیینگ
پانگ یونگیینگ (انگلیسی: Pang Yongying؛ زادهٔ ۶ ژوئن ۱۹۶۴)  تیرانداز اهل چین بود. وی در بازی‌های المپیک تابستانی ۱۹۹۲ حضور داشته‌است.